# أصناف التجربة العلمية
أصناف التجربة العلميّة: نظرة شخصيّة للبحث عن الله هو كتابٌ يجمع بين المحادثات المنسوخة حول موضوع اللاهوت الطبيعي، الذي طرحه عالم الفلك الأمريكيّ كارل ساغان في عام 1985م في جامعة غلاسكو كجزءٍ من محاضرات جيفورد. ويعتبر من أكثر كتب العالِم إثارةً للجدل. تم نشر الكتاب لأول مرة بعد وفاة العالم كارل ساغان، في عام 2006م؛ أي بعد عشر سنواتٍ من وفاته.
يشير عنوان كتاب كارل ساغان إلى عنوان كتاب ويليام جيمس «التنوّع في التجربة الدينيّة». قامت زوجة كارل ساغان آن دوريان بتحرير الكتاب بالإضافة إلى كتابتها لمقطعٍ تقديميّ للكتاب. الفصل السادس من الكتاب «فرضيّة الله»، تم إعادة طبعه لاحقاً ضمن مختارات كريستوفر هيتشنز «الملحد المتنقّل».

## اقتباسات من الكتاب
- «مفهوم جديد للإله: شيء ما غير مختلف كثيراً عن مجموعة القوانين الفيزيائيّة للكون؛ أي أن الجاذبيّة بالإضافة إلى ميكانيكا الكم، بالإضافة إلى النظريّة الموحّدة العظمى، بالإضافة إلى بعض الأشياء الأخرى: كانت تعادل الله. وبهذا، كان كل ما قصدوه هو أنه يوجد مجموعة من المبادئ الفيزيائيّة القويّة التي يبدو أنّها تفسّر الكثير من الأمور التي لم يكن بالإمكان تفسيرها بالسّابق. قوانين الطبيعة... لا تنطبق فقط على المستوى المحلّي، ليس في غلاسكو فقط، بل أبعد من ذلك: إدنبرة، موسكو... المرّيخ... مركز درب التبّانة، وخارجها».
- «اللاهوت لدينا متمركز حول الأرض، وينطوي على مساحات صغيرة جداً، عندما نخطو للخلف، عندما يصبح منظورنا الكونيّ أوسع، يبدو أن بعض ما نراه هو صغيرٌ جداً في الحجم. في الواقع، هنالك مشكلة عامّة في الكثير من اللاهوت الغربيّ من وجهة نظري، وهي أن الله يتم تصويره على أنّه صغير للغاية، ؛ إنّه إلهٌ لعالمٍ صغير وليس إله للمجرة، التي بدورها أصغر بكثير من الكون».
- «نحن نسحق هذا الكوكب، كما لو أنّنا نملك مكاناً آخراً نلجأ إليه».